# Лака-Бег
Лака-Бег (Лакабег; англ. Lackaghbeg; ирл. An Leaca Beag / Leacach Beag) — деревня и таунленд в Ирландии, находится в графстве Голуэй (провинция Коннахт). Входит в общину Лака в волости Клэр.

## Демография
Население — 446 человек (по переписи 2006 года). В 2002 году население было 220 человек.
Лака-Бег — также название избирательного округа, население которого составляет 1168 чел., 52 % из которых может говорить по-ирландски.
Данные переписи 2006 года для деревни:
| Общие демографические показатели |               |                               |                               |      |      |
| Всё население                    | Всё население | Изменения населения 2002—2006 | Изменения населения 2002—2006 | 2006 | 2006 |
| 2002                             | 2006          | чел.                          | %                             | муж. | жен. |
| 220                              | 446           | 226                           | 102,7                         | 212  | 234  |